# Ahmet Aras
Ahmet Aras (sinh 13 tháng 12 năm 1987) là một cầu thủ bóng đá Thổ Nhĩ Kỳ thi đấu ở vị trí tiền đạo cho Elazığspor.